# Turn-Europameisterschaften 1981 (Männer)
Die 14. Turn-Europameisterschaften der Männer 1981 wurden in Italien ausgetragen und fanden vom 23. bis 24. Mai im Palazzo dello Sport von Rom statt. Die Dominanz der Athleten aus der Sowjetunion im Mehrkampf mit dem Sieg von Alexander Tkatschow, setzte sich an den einzelnen Geräten fort, wo sie fünf Titel erringen konnten. Dabei verteidigten Bohdan Makuz im Sprung und am Barren sowie Tkatschow am Reck ihre Titel erfolgreich. Dasselbe gelang auch György Guczoghy aus Ungarn am Pauschenpferd. Der Westdeutsche Eberhard Gienger sicherte sich mit der Tageshöchstnote von 9,95 seinen letzten internationalen Titel am Reck.
Mit dem Titel am Boden schaffte Roland Brückner nach den Siegen bei der WM 1979 und bei Olympia 1980 das Triple an diesem Gerät. Vor ihm gelang dies lediglich dem Jugoslawen Miroslav Cerar und Zoltán Magyar aus Ungarn am Pauschenpferd sowie Alexander Ditjatin aus der Sowjetunion an den Ringen.

## Ergebnisse

### Mehrkampf
23. Mai 1981
| Rang | Athlet              | Punkte |
| ---- | ------------------- | ------ |
| 1    | Alexander Tkatschow | 58.60  |
| 2    | Juri Koroljow       | 58.30  |
| 3    | Bohdan Makuz        | 58.20  |
| 4    | Roland Brückner     | 58.00  |
| 5    | Michael Nikolay     | 57.85  |
| 6    | György Guczoghy     | 57.75  |
| 7    | Eberhard Gienger    | 57.45  |
| 8    | Lutz Hoffmann       | 57.40  |
| 9    | Jürgen Geiger       | 57.25  |
| ...  |                     |        |
| 21   | Edgar Jorek         | 56.10  |

### Gerätefinals
24. Mai 1981
| Rang | Athlet              | Punkte |
| ---- | ------------------- | ------ |
| 1    | Roland Brückner     | 19.65  |
| 1    | Juri Koroljow       | 19.65  |
| 3    | Alexander Tkatschow | 19.55  |
| 4    | Lutz Hoffmann       | 19.40  |
| 5    | Joël Suty           | 19.25  |
| 6    | Andrzej Szajna      | 19,15  |
| 6    | György Guczoghy     | 19,15  |
| 8    | Fernando Siscar     | 19.10  |

| Rang | Athlet              | Punkte |
| ---- | ------------------- | ------ |
| 1    | György Guczoghy     | 19.75  |
| 2    | Michel Boutard      | 19,55  |
| 2    | Kurt Szilier        | 19,55  |
| 2    | Juri Koroljow       | 19,55  |
| 5    | Michael Nikolay     | 19.50  |
| 6    | Roland Brückner     | 19.45  |
| 7    | Alexander Tkatschow | 19.35  |
| 8    | Eberhard Gienger    | 19.20  |

| Rang | Athlet              | Punkte |
| ---- | ------------------- | ------ |
| 1    | Juri Koroljow       | 19.80  |
| 2    | Rocco Amboni        | 19.65  |
| 3    | Alexander Tkatschow | 19.60  |
| 4    | Plamen Petkow       | 19.55  |
| 5    | Michael Nikolay     | 19.50  |
| 6    | Jürgen Geiger       | 19,40  |
| 6    | Andrzej Szajna      | 19,40  |
| 6    | Roland Brückner     | 19,40  |

| Rang | Athlet          | Punkte |
| ---- | --------------- | ------ |
| 1    | Bohdan Makuz    | 19.600 |
| 2    | Juri Koroljow   | 19.575 |
| 3    | Rocco Amboni    | 19.500 |
| 4    | Roland Brückner | 19,475 |
| 5    | Willi Moy       | 19.450 |
| 6    | Jan Migdau      | 19.425 |
| 7    | Lutz Hoffmann   | 19.375 |
| 8    | Ondřej Málek    | 18.675 |

| Rang | Athlet              | Punkte |
| ---- | ------------------- | ------ |
| 1    | Bohdan Makuz        | 19.70  |
| 2    | Alexander Tkatschow | 19.45  |
| 3    | Lutz Hoffmann       | 19.40  |
| 3    | Eberhard Gienger    | 19.40  |
| 5    | György Guczoghy     | 19.30  |
| 6    | Roland Brückner     | 19.25  |
| 7    | Dantcho Jordanov    | 19.20  |
| 8    | Willi Moy           | 19.10  |

| Rang | Athlet              | Punkte |
| ---- | ------------------- | ------ |
| 1    | Alexander Tkatschow | 19.80  |
| 1    | Eberhard Gienger    | 19.80  |
| 3    | Bohdan Makuz        | 19,60  |
| 4    | György Guczoghy     | 19.40  |
| 5    | Michael Nikolay     | 19.30  |
| 6    | Emilian Necula      | 19.25  |
| 7    | Roland Brückner     | 18.95  |
| 8    | Joël Suty           | 18.60  |

## Medaillenspiegel
| Rang | Land           | Gold | Silber | Bronze | Gesamt |
| ---- | -------------- | ---- | ------ | ------ | ------ |
| 1    | Sowjetunion    | 6    | 4      | 4      | 14     |
| 2    | DDR            | 1    | –      | 1      | 2      |
| 2    | BR Deutschland | 1    | –      | 1      | 2      |
| 4    | Ungarn         | 1    | –      | –      | 1      |
| 5    | Italien        | –    | 1      | 1      | 2      |
| 6    | Frankreich     | –    | 1      | –      | 1      |
| 6    | Rumänien       | –    | 1      | –      | 1      |